# Alois, Principe Ereditar al Liechtensteinului
Alois Philipp Maria, Prinț Ereditar al Liechtensteinului, Conte de Rietberg (germană Erbprinz Alois Philipp Maria von und zu Liechtenstein) (n. 11 iunie 1968, Zürich) este fiul cel mare al lui Hans Adam al II-lea, Principe de Liechtenstein și a soției lui, Maria, Prințesă de Liechtenstein. Alois este regent al Liechtensteinului (Stellvertreter des Fürsten) din 15 august 2004.

## Educație
Alois a urmat studiile primare și liceul la Vaduz-Ebenholz și Academia militara regală Sandhust din Marea Britanie. A servit în Gărzile Coldstream în Hong Kong și Londra timp de șase luni înainte de a intra la Universitatea din Salzburg, de unde a obținut o diplomă de Master în jurisprudență în 1993.
Până în 1996, Alois a lucrat la o companie de audit din Londra.

## Îndatoriri
În mai 1996 s-a întors la Vaduz și a devenit activ în administrarea finanțelor tatălui său; de asemenea, a crescut rolul său în discuțiile politice, consultări și în asumarea îndatoririlor reprezentative pentru Liechtenstein.
A devenit prinț moștenitor la 13 noiembrie 1989 în urma morții lui Franz Josef II, iar la 15 august 1990 a depus jurământul odată cu tatăl său, noul suveran Hans Adam II.

## Căsătorie
La 3 iulie 1993 la Vaduz, Alois s-a căsătorit cu Ducesa Sophie de Bavaria, descendentă a ultimului rege al Bavariei, Ludwig al III-lea. Împreună au patru copii:
- Prințul Joseph Wenzel Maximilian Maria de Liechtenstein, Conte de Rietberg (n. 24 mai 1995, Londra)
- Prințesa Marie-Caroline Elisabeth Immaculata de Liechtenstein, Contesă de Rietberg (n. 17 octombrie 1996, Grabs)
- Prințul Georg Antonius Constantin Maria de Liechtenstein, Conte de Rietberg (n. 20 aprilie 1999, Grabs)
- Prințul Nikolaus Sebastian Alexander Maria de Liechtenstein, Conte de Rietberg (n. 6 decembrie 2000, Grabs)